# Hans Eichel
Hans Eichel (Kassel, 24 december 1941) is een Duitse politicus van de SPD. Tussen 1999 en 2005 was hij minister van Financiën in de Duitse bondsregering. Voordien was hij minister-president van de deelstaat Hessen.

## Biografie
Eichel studeerde vanaf 1961 Duits, filosofie, politicologie, geschiedenis en pedagogiek in Marburg en Berlijn. In 1968 behaalde hij zijn eerstegraads bevoegdheid om gymnasiumleraar te worden en in 1970 behaalde hij zijn tweedegraads bevoegdheid. Tot 1975 werkte hij als decaan in Kassel.
Eichel sloot zich in 1964 aan bij de SPD. Nadat hij enkele jaren actief was geweest als gemeenteraadslid in zijn geboortestad Kassel, werd hij daar op 6 oktober 1975, op 33-jarige leeftijd, verkozen tot burgemeester. Hij werd nadien nog tweemaal herkozen (in 1981 en 1987) en zou het ambt in totaal 16 jaar bekleden. Daarnaast zette Eichel zich ook op deelstaatniveau in voor zijn partij: vanaf 1984 was hij lid van het partijbestuur van de SPD in Hessen en van 1989 tot 2001 was hij er partijvoorzitter.
In 1991 trad Eichel als lijsttrekker aan bij de Hessische deelstaatverkiezingen. Hij slaagde erin de SPD met 40,8% van de stemmen de grootste partij te maken, al was het verschil met de regerende CDU (40,2%) zeer nipt. Eichel formeerde een regering met Die Grünen en werd op 5 april 1991 verkozen tot minister-president van Hessen, als opvolger van Walter Wallmann.
Hoewel de SPD bij de Hessische verkiezingen van 1995 twee zetels verloor en de partij nipt voorbijgestreefd werd door de CDU, kon de regering van Eichel dankzij een grote winst van coalitiepartner Bündnis 90/Die Grünen worden voortgezet. Bij de deelstaatverkiezingen van februari 1999 was het patroon echter tegenovergesteld: de SPD won onder Eichel weer twee zetels terug, maar de Groenen verloren zodanig dat de rood-groene deelstaatregering haar meerderheid kwijtraakte. CDU-lijsttrekker Roland Koch, wiens partij 4,2% won, werd vervolgens met steun van de FDP verkozen als de nieuwe minister-president. Hierbij nam hij ook het presidentschap van de Bondsraad van Eichel over.
Na zijn aftreden als minister-president werd Eichel op 12 april 1999 benoemd tot minister van Financiën in het federale kabinet-Schröder I van bondskanselier Gerhard Schröder. Hij volgde hiermee Oskar Lafontaine op, die in maart van dat jaar al zijn functies had opgegeven. Bij de landelijke verkiezingen van 2002 werd Eichel verkozen in de Bondsdag, waarna hij nog tot 2005 minister van Financiën bleef in het kabinet-Schröder II. Na de verkiezingen van 2005 en het aantreden van het kabinet-Merkel I had hij nog tot 2009 zitting in de bondsdagfractie van de SPD.